# Консепсьйон (місто, Парагвай)
Консепсьйон (ісп. Concepción ісп. вимова: [konseβˈsjon]; гуар. Konsepsiõ) — місто, адміністративний центр департаменту Консепсьйон, Парагвай.

## Географія
Місто розташоване в центральній частині Парагваю, на річці Парагвай. Населення міста становить 49 тисяч осіб (на 2006 рік).

## Історія
Губернатор Парагваю Агустін Фернандо де Пінеда заснував місто 25 травня 1787 року. Його метою було зупинити експансію Бразилії та забезпечити контроль над місцевими індіанцями. Згодом Консепсьйон набув подальшого господарського розвитку, ставши одним із центрів італійської імміграції в Парагваї, а також завдяки будівництву тут річкового порту — одного з небагатьох у північному Парагваї.
У 1909 році до міста провели залізницю. У травні 1988 року тут відкрито сучасний міст через річку Парагвай.
Громадянська війна 1947 року почалася в Консепсьйоні (Консепсьйонська революція).